# 牛津郡
牛津郡（英語：Oxfordshire），英國英格蘭東南部的郡，高261米的白馬丘陵（懷特霍斯丘陵）是最高點。以人口計算，牛津是第1大（亦是唯一一個）城市、自治市鎮（Borough），班伯里是第1大鎮。
牛津郡實際管轄5個非都市郡區，因為沒有包含單一管理區，無論把它看待為名譽郡還是非都市郡，其人口和面積都分別是631,900和2,605平方公里。
教育方面，著名的牛津大學位於牛津；建築方面，世界文化遺產─布萊尼姆宮位於伍德斯托克，工藝美術運動領導人威廉·莫里斯的故居凱爾姆斯科特莊園位於凱爾姆斯科特；自然方面，優秀自然美景範圍之一的奇爾特恩丘陵西南端位於泰晤士河畔戈靈，商业方面，著名的购物中心比斯特村位于比斯特。

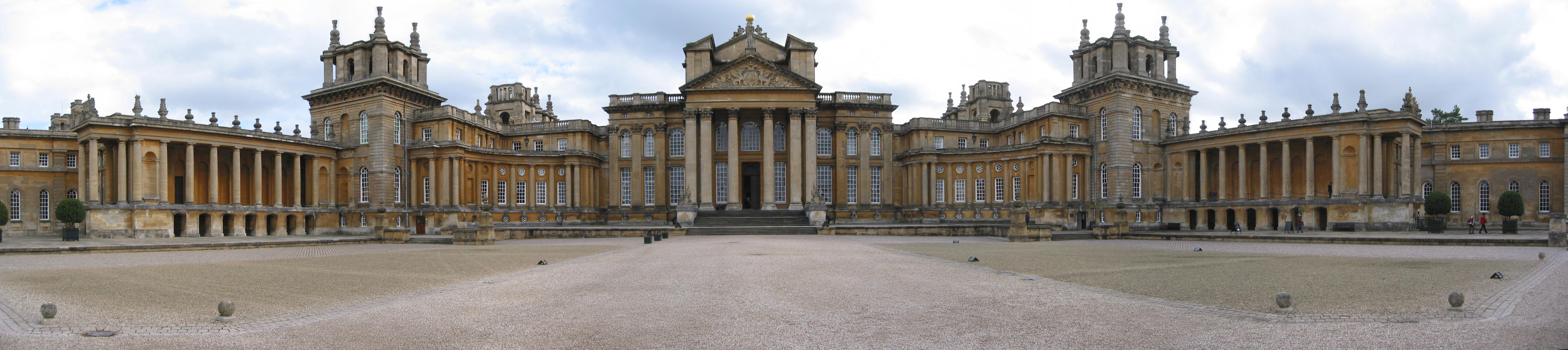
布萊尼姆宮

## 行政區劃

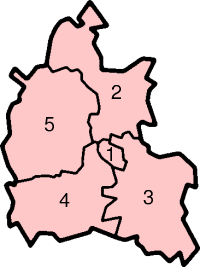
1. 牛津
2. 查爾維
3. 南牛津郡
4. 白馬谷
5. 西牛津郡

牛津郡下轄5個行政區（非都市郡區）：牛津（城市）、查爾維（Cherwell）、南牛津郡（South Oxfordshire）、白馬谷（Vale of White Horse）、西牛津郡（West Oxfordshire）。

## 地理
下圖顯示英格蘭48個名譽郡的分佈情況。牛津郡東北與北安普敦郡相鄰，東與白金漢郡相鄰，東南、南與伯克郡相鄰，西南與威爾特郡相鄰，西與格洛斯特郡相鄰，西北與沃里克郡相鄰。

## 外部連結
- （英文）牛津郡議會 （页面存档备份，存于）

51°45′08″N 1°15′30″W / 51.75222°N 1.25833°W